# 乱!総選挙2005
乱!総選挙2005（らん!そうせんきょにせんご）は、TBS（JNN系列）とBS-iで放送された2005年9月の第44回衆議院議員総選挙の選挙特別番組。

## 概要
番組アンカーは筑紫哲也。またスペシャルアンカーとして、元TBSアナウンサーで、『筑紫哲也 NEWS23』のライバルである『ニュースステーション』（テレビ朝日系）のメインキャスターを務めていた久米宏が出演した。久米のTBS出演は約7年ぶり、また筑紫と久米の共演は、1991年の日本シリーズ中継以来約14年ぶりとなる。なお、筑紫にとって生涯最後の選挙特番の司会となった（次回の『乱!参議院選挙2007』には声のみで出演した）。
スタジオには300インチの大型モニターを設置。全国各地から入ってくる情勢や開票状況を交えながら、選挙戦のドキュメントVTRや、筑紫と久米が注目候補者や各党幹部へのインタビューを展開した。また視聴者からの意見を紹介する等（一部は直接電話をつないで話を聞く）、双方向型の番組も目指した。途中で、久米が上着を脱ぐなどし、久しぶりの報道番組に力が入っていたようだ。
視聴率は、関東で15.6%、関西で18.2%と民放トップとなった（ただし、関西については後述のこともあり一概に比較はできない）。
この番組以降『乱!総選挙2012』までの選挙特番のタイトルとなった「乱!」は筑紫が名付けており、当番組と『乱!参議院選挙2007』のロゴには筑紫が揮毫したものが使われていた。

## 出演者
役職・肩書きは出演当時。
- アンカー：筑紫哲也
- スペシャルアンカー：久米宏
- 司会進行：三雲孝江（第1部）、田丸美寿々（第2部・第3部）
- コメンテーター：岸井成格（毎日新聞特別編集委員）、後藤謙次（共同通信編集委員）、寺島実郎、姜尚中、香山リカ
  - 寺島・姜・香山は、第3部のみの出演。
- 解説：河本知之（TBSテレビ編成制作本部取材センター政治部長兼解説・専門記者室解説委員）
- 開票速報キャスター：草野満代（小選挙区担当）、佐古忠彦（比例代表担当）

この他にTBS・JNN系列のアナウンサー・記者が、各選挙事務所・党本部などからの中継を担当した。

## 放送時間
いずれもJST。
- 2005年9月11日 午後7時58分 - 翌日午前2時
- 第1部 午後7時58分 - 午後10時30分
- 第2部 午後10時30分 - 翌日午前0時
- 第3部 翌日午前0時20分 - 午前2時

なお、BSデジタル放送のBS-iでも、23:15頃まで同時放送された。

## 備考
毎日放送では、第1部・第2部の大半をローカルに差し替え、『角が今夜も☆印』（すみがこんやもほしじるし）と題して、『ちちんぷいぷい』と『VOICE』をベースにした独自の開票特番を放送した。詳しくはその項を参照。同局の『アッコにおまかせ!』のみ、やや詳しい宣伝を行った。なおBS-iが視聴可能であれば、関西地区でもTBS制作の内容も視聴できた。